# Jack în Spațiu
Jack în Spațiu este al cincilea episod al serialului de desene animate Samurai Jack.

## Subiect
Jack străbate liniștit întinderile. Când tocmai își potolea setea la un râu, alături de o căprioară, își dă seama că gângăniile robotice ale lui Aku sunt pe urmele lui. Fuge până ajunge la o bază aeronautică, unde niște omuleți cu căști de astronauți pregătesc de lansare o rachetă, încercând să evadeze din lumea lui Aku și să se întoarcă pe planeta lor. Gângăniile robotice descoperă și ele racheta neautorizată și, deși Jack le distruge, capul retezat și autopropulsat al uneia din ele dispare în văzduh să dea alarma.
Omuleții alcătuiesc o echipă de oameni de știință care au fost obligați de Aku să construiască mulți din roboții și mașinăriile infernale ale lui Aku. Acum că au fost dați de gol, unul din ei calculează că șansa lor de a mai evada, trecând de blocada roboților spațiali ai lui Aku, este de 6.352.271 la 1. În același timp, șansa ca un singur om să distrugă trei gângănii robotizate, precum o făcuse Jack, este de 6923 la 1, iar șansa ca Jack să reușească să creeze o diversiune suficientă în blocada spațială, pentru a permite rachetei omuleților să treacă, este de 5437 la 1. Jack acceptă să-i ajute.
Omuleții îl antrenează pe Jack pentru deplasarea în Spațiu, îl echipează cu un costum de astronaut și îi atașează în spate o rachetă propulsoare. Jack nu mai așteaptă instrucțiunile pentru controlul deplasării și se grăbește să le învețe prin practică.
Seara, omuleții petrec, căci șansele de succes au coborât la 3 la 1. Jack le mărturisește și dorința lui de a se întoarce acasă, iar omuleții îi dezvăluie modalitatea de a călători în timp: când racheta atinge viteza luminii, îl poate propulsa pe el cu o viteză mai mare ca a luminii, dacă se va afla undeva la nasul rachetei.
Racheta cu omuleți este lansată, iar Jack se luptă cu gângăniile robotice spațiale. Când ultimele gângănii par să se retragă, Jack este fixat la nasul rachetei, dar apoi vede gângăniile conectându-se și formând un tun enorm. Jack se repede spre el pentru a-l împiedica să tragă, deși șansa ca proiectilul să lovească racheta este, datorită vitezei mari a acesteia, doar de 325 la 1. Jack blochează raza emisă de tun, omuleții scapă în hiperspațiu, iar Jack este proiectat de suflul exploziei tunului înapoi pe Pământ.